# کبوتر نقره‌ای
 کبوتر نقره‌ای (نام علمی: Columba argentina) نام یک گونه از سرده کبوتر است.